# Ahausen (Neuental)
Koordinaten: 50° 58′ 15″ N, 9° 12′ 3″ O
Ahausen ist eine Dorfwüstung in der Gemarkung von Schlierbach, einem Ortsteil der Gemeinde Neuental im nordhessischen Schwalm-Eder-Kreis.
Die Siedlung befand sich, nur ungefähr lokalisierbar, auf 204 m nördlich von Schlierbach und unmittelbar östlich der Schwalm, nördlich des heutigen Bahnhofs. Der dortige Flurname „Bubenkirchhof“ mag sich auf die gleiche aufgegebene Siedlung beziehen.
Der Ort wurde urkundlich erstmals im Jahre 1250 in einem Kopiar des Kollegiatstifts St. Stephan zu Mainz als „Ahusin“ erwähnt, als das Stift dort Einkünfte hatte, und war 1420 noch bewohnt, als die Herren von Löwenstein-Schweinsberg Güter zu Ahausen dienstfrei machten. Der Ort unterstand dem Gericht Waltersbrück. Wann der Ort aufgegeben wurde, ist nicht bekannt.